# Luigi Valdettaro della Rocchetta
Luigi Valdettaro Della Rocchetta (* 26. Februar 1912 in Rom; † 1981 in Mailand) war ein italienischer Diplomat.
Er war der Sohn von Constanza Vianson Ponte und Alessandro Valdettarao (* 1883; † 1929).

## Werdegang
Von 1964 bis 1965  bekleidete er das Amt des diplomatischen Beraters des Staatspräsidenten. Antonio Segni beriet er am 11. Januar 1964, während eines Besuches von Paul VI. im Quirinalspalast. Giuseppe Saragat begleitete er bei dessen Staatsbesuchen vom 10. bis 21. September 1965 bei Humberto Castelo Branco (Brasilien), Uruguay, Argentinien, Eduardo Frei Montalva (Chile), Raúl Leoni (Venezuela) und Peru.
Vom 28. Oktober 1970 bis 23. Januar 1973 war er Botschafter in Stockholm.
Vom 23. Januar 1973 bis 1977 war er Botschafter in Athen.